# 속초 신흥사 극락보전
속초 신흥사 극락보전(束草 新興寺 極樂寶殿)은 대한민국 강원특별자치도 속초시 설악동, 신흥사에 있는 극락보전이다. 1971년 12월 16일 강원특별자치도의 유형문화재 제14호로 지정되었으며, 2018년 6월 4일 보물 제1981호로 승격되었다.

## 개요
설악산 동쪽 기슭에 있는 신흥사의 본전(本殿)으로 조선 인조 25년(1647)에 처음 지어졌으며, 영조 26년(1750)과 순조 21년(1821)의 큰 수리를 거쳐 오늘에 이르고 있다.
정면 3칸, 측면 3칸의 다포식 겹처마 팔작지붕 건물로, 잘 다듬어진 화강석으로 쌓은 높은 장대석 기단 위에 자연석 주초석을 두고 그랭이질한 후, 다시 그 위에 약간의 배흘림이 있는 둥근 기둥을 세웠다. 3출목의 공포에 앙서를 조성하고, 주두, 소로와 첨차 등에서 굽받침이 없이 아랫부분이 직면으로 비스듬히 잘린 조선시대 후기 건축의 일반적인 형태를 취하고 있다. 전면 중앙의 꽃살 문양 문과 협칸의 빗살 문양 문이 돋보이며, 영조 37년(1761)에 다시 조성된 3계 5단의 전면 석계단은 진경 시대의 조각수법을 잘 보여 주고 있다. 소맷돌을 용 모양으로 마감하고, 바깥 면에는 귀면 형태의 나어두와 삼태극 및 비운문 문양을 양각하고, 위아래로 안상대를 둘렀다. 사찰에 잘 쓰이지 않는 다양한 문양으로 만들어졌으나 그 조각이 뛰어나다.
조선 중기 이후에 조성된 아미타불을 중심으로 좌우에 관세음보살과 대세지보살이 모셔져 있다.

## 보물 지정사유
속초 신흥사는 외설악 동사면 기슭에 위치하는 사찰로 신라 진덕여왕 6년(652년) 자장율사(慈藏律師)가 향성사로 창건했다고 전해지고 있다. 창건 후 소실 된 사찰을 임진왜란 이후 1644년(인조22년) 향성사 옛터에서 아래로 10리 떨어진 곳에 신흥사로 다시 세웠고, 그 후 여러 차례의 중수를 거쳐 오늘에 이르고 있다.
신흥사 극락보전은「설악산신흥사대법당중창기」(1749년), 「신흥사극락전중수기」(1770년), 「신흥사극락보전중수상량문」(1821년) 등의 자료에 의하면 영조 25년(1749년)부터 순조 21년(1821년)까지 근세 이전에 네 차례 수리가 있었음을 알 수 있다. 이와 같이 보수공사 기록 등 연혁을 확인할 수 있는 풍부한 문헌 기록을 갖고 있어 건물의 역사를 입증하고 있다.
신흥사 경내의 중심 영역은 마당을 중심으로 주불전인 극락보전과 출입문인 보제루가 마주보고 있으며 마당 좌우에 운하당과 적묵당이 자리잡고 있는 사동중정형(四棟中庭形) 배치를 이루고 있다. 극락보전은 18세기 중엽에 중건한 정면 3칸, 측면 3칸의 다포(多包)식 팔작지붕 건물로서, 18~19세기 영동지방의 중요한 왕실 원당사찰로서 세부의장 및 공포형식이 우수하고 기단과 계단, 창호 등 높은 품격의 요소들을 잘 보존하고 있다. 특히 기단의 모란, 사자 문양과 계단 소맷돌의 삼태극, 용두 문양 조각들은 다른 사찰에서는 찾아보기 어려운 귀한 사례이다.
창호는 소슬빗꽃살 등 다양하고 화사한 꽃살로 장식했으며 보존상태도 우수한 편이다.
지붕을 받치는 공포는 화려함과 품위를 동시에 가지고 있으며 조선후기 다포식 공포의 전형적인 특징을 잘 보여주고 있다. 우물천장 등의 구조와 내부 닫집의 섬세한 조각형태 그리고 건립 당시로 추정되는 단청문양이 남아 있다.
이처럼 속초 신흥사 극락보전은 형태, 구조, 장식 측면에서 뛰어날 뿐만 아니라 보존상태 또한 양호하여 국가지정문화재(보물)로 역사적, 건축적, 예술적 가치가 충분하다.

## 같이 보기
- 신흥사

## 참고 자료
- 속초 신흥사 극락보전 - 국가유산청 국가유산포털